# Шейковський Каленик Васильович
Кале́ник Васи́льович Шейко́вський (1835, Кам'янець-Подільський — 1903, с. Мензелінськ Уфимської губернії) — український мовознавець, етнограф, видавець, педагог.

## Біографія
Точні дати народження та смерті невідомі. Народився в сім'ї «військового службовця», «офіцера Подільської губернії» (також «з обер-офіцерських дітей») в Кам'янці-Подільському, в 1835 році. Про дитячі роки відомостей немає.
В 1851 або 1852 році вступив до Подільської духовної семінарії, яку закінчив в 1857 або 1858.
6 лютого 1858 вступив до історико-філологічного факультету Київського університету.
Як студент Київського університету брав участь в організації недільних шкіл українською мовою (з 1859). Якійсь час вчителював у Подільській недільній школі, потім очолив школу при Київського університеті та почав керувати роботою шкільної бібліотеки, що її зорганізували студенти.
Для недільних шкіл зладив підручник для читання в двох частинах «Домашня наука» («Перші початкы», Київ, 1860 та «Выш'ші початкы», 1861, там само).
Також видав етнографічний нарис «Быт подолян» (1859—1960), що містить етнографічні (гаївки, опис похорон, пісні: побутові, чумацькі та ін.; казки) та деякі етимологічні матеріали (пізніші етимологічні статті про слова «вира» і «Русь»). Надрукував декілька мовознавчих праць: «О фонетических свойствах южнорусского языка» (1859), «Опыт южнорусского словаря» (1861).
Після припинення студій, а далі відкинення дисертації в Київській духовній академії (1871) учителював.
Від 1862 року змушений жити поза межами України, 1876 року засланий до Мензелінська в Уфимській губернії за друкування українською мовою «Метаморфоз» Овідія.

## Правопис Шейковського
Розробив власну версію фонетичного правопису. В абетці були присутні водночас э, є, е (Шэвченко, пэрэдає, теє); ы, и та і (приложыты, идіт’, кныжэц'ці), але відсутня ѣ. Апостроф прислуговується для пом'якшення голосних (єс‘т‘, матэрын‘с‘ка, козац'кый, луч'чэ), кінцевий твердий знак не використовувався, але позначав твердість голосних в позиціях замість сучасного апострофа (дэрэвъяне, семъямы, завъяжіте). Закінчення дієслів — фонетичні (здаєц'ця, называюц'ця, кланяюц'ця), подібно до кулішівки. Для позначення йо та іо використовувався відомий раніше і з циркумфлексом (і̂) в сполученні з о (домашні̂оі, і̂ого, сон'ці̂ові) подібно до раніших правописів (напр. правопису Павловського). Для позначення звука ґ була запроваджена нова літера, г з крапкою — г̇ (г̇рунтуєц'ця). Подібно до правопису «Русалки Дністрової» звук дж позначала літера џ (выіжџав, похоџає, напроваџаты), нескладове у — літера ў (ўсі̂о, ўчыц'ця, ўважаты). Церковнослов'янська ѕ («дзіло») позначала звук дз (ѕвіздочкы).

## Головна праця життя
Головною працею Шейковського мав бути його «Опыт южнорусского словаря», що мав протистояти словникам, які містили «куті» слова, і бути словником живої мови в її діалектній різноманітності, з включенням етнографічних матеріалів, імен власних, різних словникових форм. Перший випуск (А — быяк) вийшов 1861. Унаслідок переслідування українського друку і особистих поневірянь, а також пожежі, що знищила зібраний матеріал, вийшов далі тільки випуск 1 і 2 тому 5 (Т — хлівець, 1884, 1886).

## Публікації Шейковського
- Быт подолян. — К., 1860. — Выпуск 1 [Архівовано 15 січня 2019 у Wayback Machine.]. — 71 с.; — Выпуск 2 [Архівовано 15 січня 2019 у Wayback Machine.]. — 74 с.(рос. дореф.)
- Опытъ южнорусскаго словаря. Томъ первый: А—З. Выпускъ первый: А—Б. — 1861.(рос. дореф.)
- Опытъ южно-русскаго словаря. Труд К. В. Шейковскаго. Том V. Т—Ю. Выпуск 1-й. — Москва: Типография: Э. Лесснер и Ю. Роман, 1883.(рос. дореф.)
- О похоронах в Подольской губернии // Киевский телеграф. — 1860. — № 17, 18, 24—26.(рос. дореф.)
- О приветствиях и поздравлениях у подолян // Киевский курьер. — 1862. — № 5, 8.(рос. дореф.)
- Шейковский К. В. Быт подолян. Т. 1, вып. 1 [Архівовано 7 березня 2021 у Wayback Machine.] / соч., изд. К. Шейковского. — Киев: В тип. И. и А. Давиденко, 1859. — VI, 71, 4 с.(рос. дореф.)